# 台中市公車171路
台中市公車171路停駛前行駛自大甲體育場到大安港，此路線大部份行駛於中山南路。

## 歷史
- 2013年1月1日：移撥為臺中市公車，原為公路客運6558路〈大甲-大安港〉。
- 2014年10月1日：番仔寮站位更名為「番子寮」，增停「水尾橋」站位。
- 2014年11月1日：由「大甲」站延駛至「新政大安港路口」站，並將原路線名稱由大甲－大安港更改為「大甲體育場－大安港」，途中新增「光田」、「大甲體育場」、「李綜合醫院」、「庄尾」、「文昌祠」、「大甲火車站」站位，皆採雙邊設站。
- 2015年4月30日：「大甲」站（往大甲高中方向），遷移至大甲區中山路一段917號（7-11超商）。
- 2016年4月8日：增設「武陵里」。
- 2017年11月20日：增設「埔羌林福德祠」。
- 2018年1月17日：「文曲里」更名為「文曲里(東安路)」。
- 2018年6月4日：增設「光田醫院(大甲院區)」。
- 2019年3月1日：將「光田醫院(大甲院區)」往大甲體育場方向站位裁撤。
- 2019年4月1日：「大甲火車站」更名為「大甲車站(中山路)」。
- 2020年8月20日：「埔羌林」更名為「埔羗林」，「埔羌林福德祠」更名為「埔羗林福德祠」。
- 2024年2月7日：停駛。

## 路線基本資料
單程行車里數約12.9公里，單程行車時間約30分鐘。往大安港31站，往新政大安港路口30站。
自新政大安港路口起，沿大甲區新政路、興安路、經國路、新政路、信義路、文武路、中山路一段、東安路、大安區中山南路、中山北路到大安港。

### 時刻表
- 時刻表僅供參考，請以豐原客運網站公告為準。[3]

| 台中市公車171路平日時刻表 | 台中市公車171路平日時刻表 | 台中市公車171路平日時刻表 | 台中市公車171路平日時刻表 |
| ------------------------- | ------------------------- | ------------------------- | ------------------------- |
| 新政大安港路口開時刻      | 新政大安港路口開備註      | 大安港開時刻              | 大安港開備註              |
| 06:10                     | -                         | 06:40                     | -                         |
| 08:50                     | -                         | 09:20                     | -                         |
| 17:50                     | -                         | 18:20                     | -                         |

| 台中市公車171路例假日及寒暑假時刻表 | 台中市公車171路例假日及寒暑假時刻表 | 台中市公車171路例假日及寒暑假時刻表 | 台中市公車171路例假日及寒暑假時刻表 |
| ----------------------------------- | ----------------------------------- | ----------------------------------- | ----------------------------------- |
| 新政大安港路口開時刻                | 新政大安港路口開備註                | 大安港開時刻                        | 大安港開備註                        |
| 06:20                               | -                                   | 06:50                               | -                                   |
| 08:50                               | -                                   | 09:20                               | -                                   |
| 17:10                               | -                                   | 17:40                               | -                                   |

### 收費
- 依里程計費；刷電子票證10公里免費。
- 里程計費說明：
  - 基本里程：10公里。
  - 基本里程票價全票20元、半票11元。
  - 超過基本里程（10公里）計費方式：
    - 全票=[2.431 x 搭乘里程數x （1+5%營業稅）] （四捨五入）
    - 半票=[2.431 x 搭乘里程數x （1+5%營業稅）] x 50% （四捨五入）

  - 兒童、老人、身心障礙者及其陪伴者依規定半票收費。

### 停站
- 參見右側站牌路線圖。

## 外部連結
- 臺中市政府交通局171路路線圖 （页面存档备份，存于）
- 豐原客運官網（页面存档备份，存于）
- 臺中市公車動態資訊（页面存档备份，存于）
- 台中市公車路網總圖(南極冰魚繪)